# 마누엘라 슈텔마흐
마누엘라 슈텔마흐(독일어: Manuela Stellmach, 1970년 2월 22일 ~)는 동독 출신의 수영 선수이다.
그녀는 1988년 서울 올림픽에 참가하여 400m 자유형 계주에서 금메달을 획득했다. 같은 대회에서 그녀는 200m 자유형 개인전에서 동메달을 획득했다.
4년 후, 바르셀로나 올림픽에서 통일된 독일의 팀으로 참가한 슈텔마흐는 여자 릴레이 팀과 함께 동메달을 획득했다.